# Mala Prespa
Mala Prespa är den i Nordmakedonien använda beteckningen för den del av det historiska Makedonien som numera är en del av Albanien.